# Sainte-Colombe-des-Bois
Sainte-Colombe-des-Bois é uma comuna francesa na região administrativa de Borgonha-Franco-Condado, no departamento Nièvre. Estende-se por uma área de 29,4 km². Em 2010 a comuna tinha 135 habitantes (densidade: 4,6 hab./km²).